# Premna
Premna, rod drveća, grmova i lijana iz porodice medićevki, dio potporodice Premnoideae. Postoji oko 130 vrsta u tropskim i suptropskim krajevima Azije, Afrike, Australije i pacifičkim otocima.

## Vrste
1. Premna acuminata R.Br.
2. Premna acutata W.W.Sm.
3. Premna alba H.J.Lam
4. Premna ambongensis Moldenke
5. Premna amplectens Wall. ex Schauer
6. Premna angolensis Gürke
7. Premna angustiflora H.J.Lam
8. Premna annulata H.R.Fletcher
9. Premna aureolepidota Moldenke
10. Premna balakrishnanii A.Rajendran & P.Daniel
11. Premna balansae Dop
12. Premna barbata Wall. ex Schauer
13. Premna bengalensis C.B.Clarke
14. Premna bequaertii Moldenke
15. Premna bhamoensis Y.H.Tan & Bo Li
16. Premna bracteata Wall. ex C.B.Clarke
17. Premna cambodiana Dop
18. Premna cavaleriei H.Lév.
19. Premna chevalieri Dop
20. Premna chrysoclada (Bojer) Gürke
21. Premna confinis C.Pei & S.L.Chen ex C.Y.Wu
22. Premna congolensis Moldenke
23. Premna cordifolia Roxb.
24. Premna coriacea C.B.Clarke
25. Premna corymbosa Rottler
26. Premna debiana A.Rajendran & P.Daniel
27. Premna decaryi Moldenke
28. Premna decurrens H.J.Lam
29. Premna discolor Verdc.
30. Premna dubia Craib
31. Premna esculenta Roxb.
32. Premna fohaiensis C.Pei & S.L.Chen ex C.Y.Wu
33. Premna fordii Dunn
34. Premna fulva Craib
35. Premna garrettii H.R.Fletcher
36. Premna glaberrima Wight
37. Premna glandulosa Hand.-Mazz.
38. Premna gracillima Verdc.
39. Premna grandipaniculata Y.H.Tan & Bo Li
40. Premna grossa Wall. ex Schauer
41. Premna guillauminii Moldenke
42. Premna hainanensis Chun & F.C.How
43. Premna hans-joachimii Verdc.
44. Premna henryana (Hand.-Mazz.) C.Y.Wu
45. Premna herbacea Roxb.
46. Premna hildebrandtii Gürke
47. Premna hispida Benth.
48. Premna humbertii Moldenke
49. Premna hutchinsonii Moldenke
50. Premna interrupta Wall. ex Schauer
51. Premna jalpaiguriana T.K.Paul
52. Premna khasiana C.B.Clarke
53. Premna lepidella Moldenke
54. Premna ligustroides Hemsl.
55. Premna longiacuminata Moldenke
56. Premna longifolia Roxb.
57. Premna longipetiolata Moldenke
58. Premna lucens A.Chev.
59. Premna macrophylla Wall. ex Schauer
60. Premna madagascariensis Moldenke
61. Premna mariannarum Schauer
62. Premna matadiensis Moldenke
63. Premna maxima T.C.E.Fr.
64. Premna mekongensis W.W.Sm.
65. Premna menglaensis B.Li
66. Premna micrantha Schauer
67. Premna microphylla Turcz.
68. Premna milleflora C.B.Clarke
69. Premna milnei Baker
70. Premna minor Domin
71. Premna mollissima Roth
72. Premna mortehanii De Wild.
73. Premna mundanthuraiensis A.Rajendran & P.Daniel
74. Premna neurophylla Chiov.
75. Premna oblongata Miq.
76. Premna odorata Blanco
77. Premna oligantha C.Y.Wu
78. Premna oligotricha Baker
79. Premna orangeana Capuron
80. Premna paisehensis C.Pei & S.L.Chen
81. Premna pallescens Ridl.
82. Premna parasitica Blume
83. Premna paucinervis (C.B.Clarke) Gamble
84. Premna paulobarbata H.J.Lam
85. Premna perplexans Moldenke
86. Premna perrieri Moldenke
87. Premna pinguis C.B.Clarke
88. Premna polita Hiern
89. Premna procumbens Moon
90. Premna protrusa A.C.Sm. & S.P.Darwin
91. Premna puberula Pamp.
92. Premna pubescens Blume
93. Premna punduana Wall. ex Schauer
94. Premna punicea C.Y.Wu
95. Premna purpurascens Thwaites
96. Premna quadrifolia Schumach. & Thonn.
97. Premna rabakensis Moldenke
98. Premna rajendranii K.M.P.Kumar, Sunilk., Sreeraj & V.T.Antony
99. Premna regularis H.J.Lam
100. Premna repens H.R.Fletcher
101. Premna resinosa (Hochst.) Schauer
102. Premna richardsiae Moldenke
103. Premna rubroglandulosa C.Y.Wu
104. Premna scandens Roxb.
105. Premna schimperi Engl.
106. Premna schliebenii Werderm.
107. Premna scoriarum W.W.Sm.
108. Premna senensis Klotzsch
109. Premna serrata H.R.Fletcher
110. Premna serratifolia L.
111. Premna siamensis H.R.Fletcher
112. Premna stenobotrys Merr.
113. Premna sterculiifolia King & Gamble
114. Premna sulphurea (Baker) Gürke
115. Premna sunyiensis C.Pei
116. Premna szemaoensis C.Pei
117. Premna tahitensis Schauer
118. Premna tanganyikensis Moldenke
119. Premna tapintzeana Dop
120. Premna tenii C.Pei
121. Premna thorelii Dop
122. Premna thwaitesii C.B.Clarke
123. Premna tomentosa Willd.
124. Premna trichostoma Miq.
125. Premna urticifolia Rehder
126. Premna velutina Gürke
127. Premna venulosa Moldenke
128. Premna vietnamensis Bo Li
129. Premna wightiana Schauer
130. Premna wui Boufford & B.M.Barthol.
131. Premna yunnanensis W.W.Sm.

## Sinonimi
- Gumira Rumph. ex Hassk.
- Holochiloma Hochst.
- Pygmaeopremna Merr.
- Scobia Noronha
- Scrophularioides G.Forst.
- Solia Noronha
- Tatea F.Muell.
- Surfacea Moldenke